# Station Kitseküla
Station Kitseküla is een station in de Estische hoofdstad Tallinn. Het station is geopend in 2008 en ligt aan de spoorlijn Tallinn - Narva. Het ligt onder het viaduct van de hoofdweg Põhimaantee 4 tussen Tallinn en Pärnu.

## Treinen
De volgende treinen stoppen op Station Kitseküla:
| Vervoerder | Treinsoort | Route                                     | Opmerkingen                                                 |
| ---------- | ---------- | ----------------------------------------- | ----------------------------------------------------------- |
| Elron      | Sneltrein  | Tallinn – Kitseküla – Ülemiste – Aegviidu | Stopt niet in Vesse, Kulli, Parila, Lahinguvälja en Mustjõe |
| Elron      | Stoptrein  | Tallinn – Kitseküla – Ülemiste – Aegviidu | Stopt op alle tussenliggende stations                       |

Tallinn Baltisch Station · 
Kitseküla · 
Ülemiste‎ · 
Vesse · 
Lagedi · 
Kulli · 
Aruküla · 
Raasiku · 
Parila · 
Kehra · 
Lahinguvälja · 
Mustjõe · 
Aegviidu · 
Nelijärve · 
Jäneda · 
Lehtse · 
Tapa · 
Kadrina · 
Rakvere · 
Kabala‎ · 
Sonda · 
Kiviõli · 
Püssi · 
Kohtla-Nõmme · 
Jõhvi · 
Oru · 
Vaivara · 
Narva